# Condensation de Bose-Einstein généralisée
La condensation de Bose-Einstein généralisée est un concept formulé pour la première fois en 1982 par M. van den Berg et J.T. Lewis qui généralise le critère de condensation de Bose-Einstein formulé par Einstein en 1925. 
Il apparaît que dans certains systèmes bosoniques (pièges anisotropes, conditions aux limites attractives ou répulsives, interactions) le condensat ne se forme pas uniquement sur l'état fondamental mais est réparti sur une bande d'énergie dont la structure peut-être de différente forme. Si en limite thermodynamique :
- la bande contient un nombre fini de niveau d'énergie macroscopiquement occupés, on dit que le condensat généralisé est de type I,
- la bande contient un nombre infini de niveaux d'énergie macroscopiquement occupés, on dit que le condensat généralisé est de type II,
- la bande contient un certain nombre de niveau d'énergie sur lesquels un nombre non macroscopique de particules (par exemple {\displaystyle N^{1/2}}) bien que la bande contienne un nombre macroscopique de particule[pas clair], on dit que le condensat généralisé est de type III.

Ce concept est relié à la théorie de la condensation fragmentée développée pour rendre compte des expériences récentes notamment sur l'observation des condensats dans des milieux très anisotropes (à basse dimensions) pour les atomes froids.

## Historique et pertinence
Hendrik Casimir le premier constata en 1968 que pour un gaz parfait de bosons dans une boîte parallélépipédique particulière, on peut avoir occupation macroscopique d'un nombre infini d'état et que la somme des densités de particules dans ces états forme la totalité du condensat.
À partir de ces travaux, M. Van den Berg et J.T. Lewis vont essayer de généraliser cet exemple à tous les autres cas d'anisotropie possible pour le gaz parfait de bosons dans la boîte. En 1986 une publication de synthèse reprend tous les cas possibles et formule un critère de condensation macroscopique sur l'état fondamental. Il montre alors qu'il existe des conditions sur l'anisotropie de la boîte pour la réaliser et qu'il peut exister une deuxième densité critique {\displaystyle \rho _{m}}, au-delà de la densité critique de condensation {\displaystyle \rho _{c}}, pour laquelle on passe d'un condensat de type III à un condensat de type I, c'est-à-dire qu'avant {\displaystyle \rho _{m}} il ne peut y avoir condensation macroscopique sur l'état fondamental alors qu'au-delà de {\displaystyle \rho _{m}} on peut l'avoir. Il se pourrait que ce phénomène soir relié à une transition d'un quasi-condensat à un condensat. 
Depuis de nouvelles recherches en physique mathématique ont été menées pour étudier l'influence des interactions entre particules sur le condensat généralisé. On montre que pour certains systèmes de particules en interaction le condensat généralisé est de type III, on dit aussi condensation « non extensive » en raison de l'occupation non macroscopique des états formant le condensat.
Bien que le condensat généralisé ne soit pas, à l'heure actuelle, une notion privilégiée pour décrire le phénomène de condensation (c'est plutôt un concept de physique mathématique), il existe des notions analogues utilisées dans le domaine de la physique théorique qui y font penser tels que le condensat fragmenté et les quasicondensats ou encore « smeared condensate » au sens de Girardeau. De plus on trouve dans la littérature physique de plus en plus de références sur le condensat généralisé (Ether), sa signature expérimentale étant un changement de la longueur de cohérence du condensat.

## Formulation mathématique du concept

### Critère de condensation usuel à la Einstein et London
Nous donnons ici la formulation mathématique du concept de condensation de Bose-Einstein original tel qu'il fut formulé par Einstein en premier lieu. On se place dans l'ensemble grand-canonique (volume constant V, température T, potentiel chimique {\displaystyle \mu }), dans le cas du gaz parfait de boson dans une boîte cubique {\displaystyle \Lambda =L^{3}\in R^{3},\ V=L^{3}}, on a condensation de Bose-Einstein si on a occupation macroscopique de l'état fondamental en limite de volume infini (densité de particule sans vitesse strictement positive) : 
- {\displaystyle {\frac {N_{0}}{V}}\rightarrow n_{0}>0}

Il explique cela par le fait que la partie excité du gaz a une densité :
- {\displaystyle {\frac {N}{V}}\rightarrow n=\sum _{s=1}^{\infty }{\frac {e^{\beta \mu }}{\lambda _{\beta }^{3}j^{3/2}}}}

qui sature à une valeur constante (pour le potentiel chimique nul) :
- {\displaystyle n_{c}=\sum _{s=1}^{\infty }{\frac {1}{\lambda _{\beta }^{3}j^{3/2}}}}

où {\displaystyle \beta =1/k_{B}T} (avec {\displaystyle k_{B}} la constante de Boltzmann) et {\displaystyle \lambda _{\beta }={\frac {h}{\sqrt {2\pi m/\beta }}}={\frac {h}{\sqrt {2\pi mk_{\mathrm {B} }T}}}={\sqrt {\frac {2\pi \hbar ^{2}}{mk_{\mathrm {B} }T}}}} la longueur d'onde thermique de de Broglie.
Cette formulation a été reprise par Fritz London en 1938 de manière plus explicite et plus précise de sorte à mettre terme à la controverse présentée par Ulhenbech dans sa thèse de 1927 critiquant la validité mathématique de l'hypothèse d'Einstein. London dit que pour une densité fixée {\displaystyle n=N/V}, le potentiel chimique {\displaystyle \mu } devient une solution de l'équation :
- {\displaystyle n={\frac {N}{V}}(\beta ,\mu )}

ainsi pour chaque valeur du volume V, {\displaystyle \mu } prend une certaine valeur qui dépend de {\displaystyle \beta }, de la densité {\displaystyle n} et du volume {\displaystyle V}. En choisissant {\displaystyle \mu =-A/\beta V+O(1/V)} comme asymptotique de la solution, on obtient que la densité de particule dans l'état fondamentale s'écrit :
- {\displaystyle {\frac {N_{0}}{V}}={\frac {1}{V}}{\frac {1}{e^{-\beta \mu }-1}}={\frac {1}{e^{A/V+O(1/V)}-1}}\rightarrow {\frac {1}{A}}>0}

A est alors solution de l'équation :
- {\displaystyle {\frac {1}{A}}=n-n_{c}}

### Critère de condensation non usuel à Van den Berg-Lewis-Pulé (1981, 1983, 1986)
Le premier à avoir formulé un modèle permettant l'étude de condensat pour le gaz parfait dans des pièges anisotropes fut H.B.G.Casimir en 1968 qui se posait notamment la question de l'existence de cohérence pour des gaz piégés dans des prisme très allongés. L'étude des cohérence dépendant du modèle de géométrie n'a par ailleurs été formulé d'un point de vue rigoureux que récemment (Beau 2009, Beau-Zagrebnov 2010) ce qui a permis de répondre à ces questions assez controversées sur l'existence d'une cohérence macroscopique dans des milieux anisotropes. Nous verrons par la suite que sous certaines conditions d'anisotropie et de paramètres thermodynamique, les propriétés de cohérences quantiques peuvent être de natures différentes quant à l'échelle de grandeur à laquelle elle se trouve prédite. On peut trouver une discussion sur cette question dans Ziff-Ulhenbeck-Kac (1979) ainsi que dans van den Berg (1983). Le modèle d'étude que nous allons présenter, est un gaz parfait dans des boîtes anisotropes. On peut remarquer très justement que celui-ci manque de réalisme si on le compare aux modèles décrivant les expériences concernant la condensation, cependant il présente une première approche satisfaisante et dont les résultats sont si étonnant, malgré l'apparente simplicité du modèle, qu'ils posent de nouvelles questions en référence aux théories des gaz dilués et de la superfluidité de l'hélium pour lesquels les propriétés de cohérence quantique restent encore à clarifier.